# Гней Отацилий Назон
Гней Отацилий Назон (на латински: Gnaeus Otacilius Naso) е римски политик на късната Римска република от фамилията Секстии. Той е в групата на заговорниците против Гай Юлий Цезар.

## Биография
Той произлиза от фамилията Отацилии, клон Назон. През 46 пр.н.е. Гней Отацилий Назон е споменаван от Цицерон в нотиците му за Маний Ацилий Глаброн (Manius Acilius Glabro).
На Идите през март 44 пр.н.е. Отацилий Назон е вероятно участник в атентата против римския диктатор.